# Blair Tuke
Blair Tuke, MNZM (* 25. Juli 1989 in Kawakawa) ist ein neuseeländischer Segler.

## Erfolge
Blair Tuke nahm an zwei Olympischen Spielen teil. 2012 in London ging er mit Peter Burling in der 49er Jolle an den Start. Die beiden beendeten die Regatta hinter der australischen und vor der dänischen Crew auf dem zweiten Platz, womit sie die Silbermedaille gewannen. Bei den Olympischen Spielen 2016 in Rio de Janeiro gelang es ihm mit Peter Burling, das Ergebnis der Spiele 2012 noch zu übertreffen. Mit größerem Vorsprung wurden sie dieses Mal vor den Australiern Nathan Outteridge und Iain Jensen Erster und erhielten als Olympiasieger die Goldmedaille. Bei der Eröffnungsfeier der Spiele war er mit Burling Fahnenträger der neuseeländischen Delegation. Bei den 2021 ausgetragenen Olympischen Spielen 2020 in Tokio gewannen Tuke und Burling in der 49er-Klasse wie schon 2012 die Silbermedaille.
Bei Weltmeisterschaften gewann er gemeinsam mit Peter Burling zwischen 2013 und 2020 sechsmal den Titel mit der 49er Jolle. 2011 und 2012 hatten die beiden jeweils den zweiten Platz belegt. Mit dem Team New Zealand gewann er 2017 den America’s Cup.
2015 zeichnete der Weltverband World Sailing Tuke und Burling als Weltsegler des Jahres aus. Ende 2016 wurde er, wie auch Burling, für seinen Olympiaerfolg zum Member des New Zealand Order of Merit ernannt.